# Jupp Heynckes
Josef "Jupp" Heynckes (Mönchengladbach, 9. svibnja 1945.) njemački je nogometni trener u mirovini i bivši nogometaš.

## Životopis
Kao igrač, bio je produktivan napadač. Najveći dio igračke karijere je proveo u Borussiji Mönchengladbach, s kojom je osvojio četiri nacionalna prvenstva, jedan kup i jedan Kup UEFA. Osvojio je i Europsko prvenstvo 1972. i Svjetsko prvenstvo 1974. s njemačkom reprezentacijom.
Heynckes je najuspješnije trenirao Bayern, s kojim je osvojio trostruku krunu sezone 2012./13. i nakon toga se povukao u mirovinu.

## Statistika

### Igrač
| Razdoblje               | Klub                     | Uta./Gol. | Naslovi                                             |
| ----------------------- | ------------------------ | --------- | --------------------------------------------------- |
| 1966. – 67. 1970. – 78. | Borussia Mönchengladbach | 283 / 195 | Prvenstvo: 1971., 1975., 1976., 1977. Kup: 1973.    |
| 1967. – 70.             | Hannover 96              | 86 / 25   |                                                     |
| 1967-76                 | Njemačka                 | 39 / 14   | Europsko prvenstvo: 1972. Svjetsko prvenstvo: 1974. |

### Trener
| Razdoblje   | Klub                     | Naslovi                                                  |                 |
| ----------- | ------------------------ | -------------------------------------------------------- | --------------- |
| 1979. – 87. | Borussia Mönchengladbach |                                                          |                 |
| 1987. – 91. | Bayern München           | Bundesliga: 1989., 1990. Njemački Superkup: 1987., 1989. |                 |
| 1992. – 94. | Athletic Bilbao          |                                                          |                 |
| 1994. – 95. | Eintracht Frankfurt      |                                                          |                 |
| 1996. – 97. | CD Tenerife              |                                                          |                 |
| 1997. – 98. | Real Madrid              | Liga prvaka: 1998. Španjolski Superkup: 1997.            |                 |
| 1999. – 00. | SL Benfica               |                                                          |                 |
| 2001. – 03. | Athletic Bilbao          |                                                          |                 |
| 2003. – 04. | Schalke 04               | Intertoto kup: 2003., 2004.                              |                 |
| 2006. – 07. | Borussia Mönchengladbach |                                                          |                 |
| 2009.       | Bayern München           |                                                          |                 |
| 2009. – 11. | Bayer 04 Leverkusen      |                                                          |                 |
| 2011. – 13. | Bayern München           | Liga prvaka:2013.                                        | Bundesliga:2013 |

## Vanjske poveznice
- Jupp Heynckes na Eintracht-Archiv.de (njem.)
- Jupp Heynckes na Weltfussball.de (njem.)
- Jupp Heynckes na Fussballdate.de (njem.)